# Mistrovství světa v ledním hokeji 2017 (Divize II)
II. divize Mistrovství světa v ledním hokeji 2017 se odehrála v rumunském Galați 3. až 9. dubna 2017 (skupina A) a v novozélandském Aucklandu 4. až 10. dubna 2017 (skupina B).

## Herní systém
Skupiny A a B nebyly rovnocenné a mezi nimi se postupovalo a sestupovalo. V každé skupině hrálo 6 týmů, které se utkaly navzájem každý s každým. První tým ze skupiny A postoupil do skupiny B I. divize, poslední tým ze skupiny A sestoupil do skupiny B. První tým ze skupiny B postoupil do skupiny A, poslední tým sestoupil do III. divize.

## Skupina A

### Účastníci
| Tým       | Kvalifikace                                    |
| --------- | ---------------------------------------------- |
| Rumunsko  | Pořadatel, 6. místo v Divizi I B 2016 a sestup |
| Španělsko | 2. místo v Divizi II A 2016                    |
| Belgie    | 3. místo v Divizi II A 2016                    |
| Srbsko    | 4. místo v Divizi II A 2016                    |
| Island    | 5. místo v Divizi II A 2016                    |
| Austrálie | 1. místo v Divizi II B 2016 a postup           |

### Rozhodčí
| Hlavní                                                             | Čároví |
| ------------------------------------------------------------------ | --- |
| - Aaro Brännare - Andrea Moschen - Andrei Shrubok - Ramon Sterkens | - Lodewyk Beelen - Markus Eberl - Benas Jakšys - Stian Løsnesløkken - István Máthé - Levente-Szilard Siko - Vladimir Yefremov |

### Tabulka
|  | Jeden tým postupující do divize I B  |
|  | Jeden tým sestupující do divize II B |

| P  | Tým       | Z | B  | V | VP | PP | P | GV | GI | +/- |
| -- | --------- | - | -- | - | -- | -- | - | -- | -- | --- |
| 1. | Rumunsko  | 5 | 12 | 4 | 0  | 0  | 1 | 24 | 5  | +19 |
| 2. | Austrálie | 5 | 11 | 3 | 1  | 0  | 1 | 16 | 13 | +3  |
| 3. | Srbsko    | 5 | 8  | 2 | 0  | 2  | 1 | 23 | 15 | +8  |
| 4. | Belgie    | 5 | 6  | 2 | 0  | 0  | 3 | 17 | 27 | -10 |
| 5. | Island    | 5 | 6  | 2 | 0  | 0  | 3 | 10 | 20 | -10 |
| 6. | Španělsko | 5 | 2  | 0 | 1  | 0  | 4 | 13 | 23 | -10 |

### Zápasy
Všechny časy jsou místní (UTC+3).
| 3. dubna 2017 13:00 | Austrálie | 4:3 po prodl. (1:1, 0:1, 2:1 - 1:0) | Srbsko | Galați Skating Rink, Galați Návštěvnost: 250 |  |

| 3. dubna 2017 16:30 | Španělsko | 2:3 (1:2, 1:1, 0:0) | Island | Galați Skating Rink, Galați Návštěvnost: 190 |  |

| 3. dubna 2017 20:00 | Belgie | 1:9 (1:2, 0:3, 0:4) | Rumunsko | Galați Skating Rink, Galați Návštěvnost: 2 230 |  |

| 4. dubna 2017 13:00 | Island | 2:3 (0:1, 2:1, 0:1) | Austrálie | Galați Skating Rink, Galați Návštěvnost: 250 |  |

| 4. dubna 2017 16:30 | Španělsko | 3:5 (0:1, 0:2, 3:2) | Belgie | Galați Skating Rink, Galați Návštěvnost: 210 |  |

| 4. dubna 2017 20:00 | Rumunsko | 4:1 (2:0, 0:1, 2:0) | Srbsko | Galați Skating Rink, Galați Návštěvnost: 2 100 |  |

| 6. dubna 2017 13:00 | Belgie | 2:9 (1:2, 0:2, 1:5) | Srbsko | Galați Skating Rink, Galați Návštěvnost: 100 |  |

| 6. dubna 2017 16:30 | Španělsko | 3:5 (1:2, 0:1, 2:2) | Austrálie | Galați Skating Rink, Galați Návštěvnost: 300 |  |

| 6. dubna 2017 20:00 | Rumunsko | 0:2 (0:0, 0:1, 0:1) | Island | Galați Skating Rink, Galați Návštěvnost: 2 600 |  |

| 7. dubna 2017 13:00 | Srbsko | 4:5 po prodl. (0:3, 2:1, 2:0 - 0:1) | Španělsko | Galați Skating Rink, Galați Návštěvnost: 130 |  |

| 7. dubna 2017 16:30 | Island | 3:9 (1:3, 2:4, 0:2) | Belgie | Galați Skating Rink, Galați Návštěvnost: 200 |  |

| 7. dubna 2017 20:00 | Austrálie | 1:5 (1:1, 0:2, 0:2) | Rumunsko | Galați Skating Rink, Galați Návštěvnost: 2 800 |  |

| 9. dubna 2017 13:00 | Belgie | 0:3 (0:1, 0:1, 0:1) | Austrálie | Galați Skating Rink, Galați Návštěvnost: 150 |  |

| 9. dubna 2017 16:30 | Srbsko | 6:0 (3:0, 2:0, 1:0) | Island | Galați Skating Rink, Galați Návštěvnost: 200 |  |

| 9. dubna 2017 20:00 | Rumunsko | 6:0 (1:0, 2:0, 3:0) | Španělsko | Galați Skating Rink, Galați Návštěvnost: 3 200 |  |

## Skupina B

### Účastníci
| Tým           | Kvalifikace                            |
| ------------- | -------------------------------------- |
| Čína          | 6. místo v Divizi II A 2016 a sestup   |
| Mexiko        | 2. místo v Divizi II B 2016            |
| Izrael        | 3. místo v Divizi II B 2016            |
| Nový Zéland   | Pořadatel, 4. místo v Divizi II B 2016 |
| Severní Korea | 5. místo v Divizi II B 2016            |
| Turecko       | 1. místo v Divizi III 2016 a postup    |

### Rozhodčí
| Hlavní                                                              | Čároví |
| ------------------------------------------------------------------- | --- |
| - Chris Deweerdt - Scott Ferguson - Kenji Kosaka - Gints Zviedrītis | - Chae Young-jin - Justin Cornell - Tyler Haslemore - Edward Howard - Nicholas Lee - Frederic Monnaie - Sotaro Yamaguchi |

### Tabulka
|  | Jeden tým postupující do divize II A |
|  | Jeden tým sestupující do divize III  |

| P  | Tým           | Z | B  | V | VP | PP | P | GV | GI | +/- |
| -- | ------------- | - | -- | - | -- | -- | - | -- | -- | --- |
| 1. | Čína          | 5 | 15 | 5 | 0  | 0  | 0 | 29 | 12 | +17 |
| 2. | Nový Zéland   | 5 | 12 | 4 | 0  | 0  | 1 | 23 | 11 | +12 |
| 3. | Izrael        | 5 | 9  | 3 | 0  | 0  | 2 | 24 | 14 | +10 |
| 4. | Severní Korea | 5 | 3  | 1 | 0  | 0  | 4 | 18 | 33 | -15 |
| 5. | Mexiko        | 5 | 3  | 1 | 0  | 0  | 4 | 12 | 16 | -4  |
| 6. | Turecko       | 5 | 3  | 1 | 0  | 0  | 4 | 7  | 27 | -20 |

### Zápasy
Všechny časy jsou místní (UTC+12).
| 4. dubna 2017 13:00 | Mexiko | 5:1 (1:0, 3:1, 1:0) | Severní Korea | Paradice Botany Downs, Auckland Návštěvnost: 100 |  |

| 4. dubna 2017 16:30 | Izrael | 2:5 (1:2, 1:0, 0:3) | Čína | Paradice Botany Downs, Auckland Návštěvnost: 100 |  |

| 4. dubna 2017 20:00 | Turecko | 1:4 (0:1, 0:2, 1:1) | Nový Zéland | Paradice Botany Downs, Auckland Návštěvnost: 350 |  |

| 5. dubna 2017 13:00 | Mexiko | 2:6 (0:0, 0:4, 2:2) | Izrael | Paradice Botany Downs, Auckland Návštěvnost: 100 |  |

| 5. dubna 2017 16:30 | Severní Korea | 11:3 (6:0, 4:2, 1:1) | Turecko | Paradice Botany Downs, Auckland Návštěvnost: 100 |  |

| 5. dubna 2017 20:00 | Čína | 5:2 (1:1, 1:1, 3:0) | Nový Zéland | Paradice Botany Downs, Auckland Návštěvnost: 450 |  |

| 7. dubna 2017 13:00 | Čína | 8:3 (6:1, 1:1, 1:1) | Severní Korea | Paradice Botany Downs, Auckland Návštěvnost: 100 |  |

| 7. dubna 2017 16:30 | Mexiko | 0:1 (0:1, 0:0, 0:0) | Turecko | Paradice Botany Downs, Auckland Návštěvnost: 100 |  |

| 7. dubna 2017 20:00 | Izrael | 2:5 (1:3, 0:2, 1:0) | Nový Zéland | Paradice Botany Downs, Auckland Návštěvnost: 500 |  |

| 9. dubna 2017 13:00 | Turecko | 2:7 (1:2, 0:2, 1:3) | Čína | Paradice Botany Downs, Auckland Návštěvnost: 100 |  |

| 9. dubna 2017 16:30 | Severní Korea | 2:9 (0:1, 1:6, 1:2) | Izrael | Paradice Botany Downs, Auckland Návštěvnost: 100 |  |

| 9. dubna 2017 20:00 | Nový Zéland | 4:2 (2:0, 1:2, 1:0) | Mexiko | Paradice Botany Downs, Auckland Návštěvnost: 518 |  |

| 10. dubna 2017 13:00 | Izrael | 5:0 (1:0, 1:0, 3:0) | Turecko | Paradice Botany Downs, Auckland Návštěvnost: 101 |  |

| 10. dubna 2017 16:30 | Čína | 4:3 (2:0, 2:3, 0:0) | Mexiko | Paradice Botany Downs, Auckland Návštěvnost: 103 |  |

| 10. dubna 2017 20:00 | Nový Zéland | 8:1 (2:1, 4:0, 2:0) | Severní Korea | Paradice Botany Downs, Auckland Návštěvnost: 407 |  |